# Kourtchaloï
Kurçaloy-Ġala
Kourtchaloï (en russe : Курчало́й, en tchétchène : Курчалой-гӏала, Kurçaloy-Ġala) est une ville de Tchétchénie en Ciscaucasie, en Russie. Centre administratif du raïon de Kourtchaloï, il se trouve dans l'établissement urbain de Kourtchaloï. Sa population s'élevait à 24 302 habitants en 2023.   

## Géographie
Kourtchaloï est située en Tchétchénie, un sujet de Russie européenne qui fait partie du district fédéral du Caucase du Nord. Il se trouve dans le raïon de Kourtchaloï et dans l'établissement urbain de Kourtchaloï, une municipalité du raïon. 
Kourtchaloï, comme toute la Tchétchénie, est située dans le fuseau horaire MSK (heure de Moscou). Le décalage horaire appliqué par rapport au temps universel coordonné est +03:00.

## Démographie
Recensements (*) et estimations de la population,:
| 2002*  | 2010*  | 2021*  | 2023   |
| ------ | ------ | ------ | ------ |
| 20 857 | 22 723 | 23 425 | 24 302 |

Selon le recensement de la population de 2021, au 1er octobre 2021, en termes de population, la ville occupait la 594e place sur les 1 120 villes de la fédération de Russie.